# Ponir
Ponir (en serbe cyrillique : Понир) est un village de Bosnie-Herzégovine. Il est situé sur le territoire de la ville de Banja Luka et dans la république serbe de Bosnie. Selon les premiers résultats du recensement bosnien de 2013, il compte 14 habitants.

## Démographie

### Évolution historique de la population dans la localité
| 1948 | 1953 | 1961 | 1971 | 1981 | 1991 | 2013 |
| ---- | ---- | ---- | ---- | ---- | ---- | ---- |
| -    | -    | 421  | 240  | 109  | 60   | 14   |

|  |

### Répartition de la population par nationalités (1991)
En 1991, les 60 habitants du village étaient tous serbes.